# البطولات الأسترالاسية 1926 (كرة مضرب)
هنا قائمة بالبطولات الأسترالاسية لكرة المضرب, المعروفة الآن باسم أستراليا المفتوحة لسنة 1926:

## الكبار

### فردي رجال
جون هاوكيز هزم  جيم ويلارد 6-1 6-3 6-1

### فردي سيدات
دافني أكوروست هزم  إيسنا وبيد 6-1, 6-3